# Магрис, Клаудио
Клаудио Магрис (итал. Claudio Magris, 10 апреля 1939, Триест) — итальянский писатель, журналист, эссеист, исследователь австрийской и немецкой культуры.

## Биография
Окончил Туринский университет. С 1978 года преподавал новейшую немецкую литературу в Триестинском университете. Был избран депутатом в итальянский Сенат (1994—1996).

## Творчество
Из прозы Магриса наиболее известен роман «Микромиры» (1997, премия Стрега). Эссеистика Магриса посвящена Центральной Европе (книга «Дунай», 1986, премия Багутта, переведена более чем на 30 языков), Габсбургскому мифу, творчеству Э. Т. А. Гофмана, Г. Ибсена, А. Шницлера, И.Звево, Й. Рота, Р.Музиля, Г. Гессе и др. Переводил произведения Ибсена, Клейста, Бюхнера, Грильпарцера, Шницлера и др.

## Признание
Лауреат премий Фельтринелли (1987), «Стрега» (1997), Эразмус (2001), принца Астурийского (2004), Государственной премии Австрии по европейской литературе (2005), Премии мира немецких книготорговцев (2009), премии Шарля Вейонна за эссеистику (2009). Член Берлинской академии художеств (2001).

## Избранные произведения

### Эссе
- Il mito absburgico nella letteratura austriaca moderna (1963).
- Wilhelm Heinse (1968)
- Tre studi su Hoffmann (1969)
- Lontano da dove. Joseph Roth e la tradizione ebraico-orientale (1971).
- Itaca e oltre e Trieste. Un’identità di frontiera (1982)
- L’anello di Clarisse (1984).
- Danubio (1986, французская премия за лучшую иностранную книгу, 1990).
- Utopia e disincanto. Saggi 1974—1998 (1999).
- L’infinito viaggiare (2005).
- La storia non è finita (2006).
- Alfabeti (2008)
- Livelli di guardia. Note civili (2006—2011) (2011)
- La letteratura è la mia vendetta (2012, c Марио Варгасом Льосой)
- Opere (2012)

### Романы и драмы
- Illazioni su una sciabola (1984).
- Stadelmann (1988, драма).
- Un altro mare (1991).
- Il Conde (1993).
- Le voci (1995, драма).
- Microcosmi (1997)
- La mostra (2001, драма)
- Alla cieca (2005).
- Lei dunque capirà (2006)

## Публикации на русском языке
- Другое море. СПб: Симпозиум, 2005
- Дунай. Главы из книги// Иностранная литература, 2004, № 3
- Ты был// Совсем другие истории/ Сост. Н.Гордимер. М.: Открытый мир, 2006, с.320-326.
- Вслепую. Королёв: Река времён, 2012
- Дунай. СПб: Издательство Ивана Лимбаха, 2016